# Silvanotelus menai
Silvanotelus menai là một loài bọ cánh cứng trong họ Cantharidae. Loài này được Samuelson miêu tả khoa học năm 1971.